# Ольховский, Григорий Иванович
Григорий Иванович Ольховский (род. 1922) — участник Великой Отечественной войны. Летом 1941 под Лугой получил проникающее ранение в сердце, но выжил. Долгое время считался погибшим, его пробитый комсомольский билет является экспонатом Государственного музея истории Санкт-Петербурга.

## Биография
Родился в 1922 году в селе Стретенка Донецкой области. В 1939 году принят в ВЛКСМ, позднее стал секретарём комсомольской ячейки четырех объединённых колхозов Донецкой области. 5 мая 1941 года был призван на службу в РККА. Участвовал в обороне Ленинграда, где под Лугой был ранен пулей в грудь, в область сердца, но смог выжить. Долгое время лечился в госпитале в Коврове, после излечения в 1942 признан негодным к военной службе. Тем не менее добился отправки на фронт и продолжал сражаться вплоть до окончания войны.
После войны вернулся в родные края, вырос в должности до начальника бытового комбината Донецкого химико-металлургического завода.
В 1970 году, приглашённый в составе группы ветеранов, в музей, в экспозиции увидел свой простреленный комсомольский билет, о чём сообщил экскурсоводу. Пробитый пулей и залитый кровью комсомольский билет за номером 1242676, который носил Ольховский в левом кармане гимнастерки, много лет находится в экспозиции Государственного музея истории Санкт-Петербурга.